# ديف مارتينيز
ديف مارتينيز (بالإنجليزية: Dave Martinez)‏ هو مدرب كرة القاعدة ‏ أمريكي، ولد في 26 سبتمبر 1964 في نيويورك في الولايات المتحدة.

## وصلات خارجية
- ديف مارتينيز على موقع دوري كرة القاعدة الرئيسي (الإنجليزية)
- ديف مارتينيز على موقعبيزبول رفرنس.كوم (الدوري الرئيسي) (الإنجليزية)
- ديف مارتينيز على موقعبيزبول رفرنس.كوم (الدوري الثانوي) (الإنجليزية)
- ديف مارتينيز على موقع إي إس بي إن.كوم (أم.أل.بي) (الإنجليزية)
- ديف مارتينيز على موقع مشجعي الرسوم البيانية (الإنجليزية)